# 白花菟葵
白花菟葵（学名：Eranthis albiflora）为毛茛科菟葵属下的一个种。

## 扩展阅读
- 維基物種上的相關：白花菟葵